# Великоприцьківська волость
Великоприцьківська волость — історична адміністративно-територіальна одиниця Канівського повіту Київської губернії з центром у селі Великі Прицьки.
Станом на 1886 рік складалася з 11 поселень, 8 сільських громад. Населення — 6332 осіб (3031 чоловічої статі та 3301 — жіночої), 764 дворових господарства.
|                     | Площа, десятин | У тому числі орної, дес. |
| ------------------- | -------------- | ------------------------ |
| Сільських громад    | 4284           | 3313                     |
| Приватної власності | 4189           | 3704                     |
| Іншої власності     | 102            | 96                       |
| Загалом             | 8575           | 7113                     |

Основні поселення волості:
- Великі Прицьки — колишнє власницьке село за 40 версти від повітового міста, 1218 осіб, 137 дворів,  православна церква, католицька каплиця, школа, лікарня, 3 постоялих двори, лавка.
- Бурти (Личаки) — колишнє власницьке село, 1115 осіб, 136 дворів, православна церква, школа, 2 постоялих будинки.
- Воля (Кадомка) — колишнє власницьке село, 600 осіб, 84 двори, школа, постоялий будинок.
- Демівщина — колишнє власницьке село, 1736 осіб, 229 дворів, православна церква, школа, 2 постоялих будинки, водяний млин.
- Кузьминці — колишнє власницьке село, 544 особи, 80 дворів, школа, постоялий будинок, винокурний завод.

Старшинами волості були:
- 1909 року — Степан Семенович Возний[2];
- 1909—1913 роках — Микола Никифорович Диченко[3],[4],[5];
- 1915 року — Сидір Леонтійович Лисенко[6].